# Chris Weber
Christopher Garrison Weber (Los Angeles, 16 de outubro de 1966) é um músico americano mais conhecido como o guitarrista e fundador dos grupos U.P.O. e Hollywood Rose (que contou com a banda que futuramente se chamaria Guns N 'Roses membros Axl Rose, Izzy Stradlin, Slash e Steven Adler). Com U.P.O., ele lançou dois álbuns, Sem Pleasantries (2000) e The Heavy (2004), enquanto as demos Hollywood Rose, registrados em 1984, foram lançados em 2004, intitulado The Roots of Guns N 'Roses.
Antes de formar, Chris Webber foi introduzido para Lafayette nativa Izzy Stradlin, no estacionamento do Rainbow Bar and Grill, pelo amigo Tracii Guns, que estava liderando a primeira encarnação de Los Angeles armas neste momento, depois de Weber manifestaram interesse em formar uma banda. Logo depois, Weber e Stradlin começou escrevendo material e, por sugestão de Stradlin, recrutou seu amigo de infância, ex-Rapidfire e Los Angeles Guns. cantor William Bailey. Por sugestão de Bailey, o grupo chamou-se Axl. Eles fizeram seu primeiro show no orfanato em North Hollywood e jogou mais alguns espectáculos, antes de mudar seu nome para Rose, com Bailey mudando seu nome para W. Axl Rose. O grupo logo mudou seu nome, pela última vez, para Hollywood Rose quando Webber descobriu que o nome de Rosa já estava sendo usado por uma banda de Nova York.
Depois de pedir o dinheiro do pai de Webber, o grupo gravou uma demo de cinco músicas em Hollywood em 1984. Depois de jogar uma série de mais shows, Rose disparou Webber da banda com o ex-grupo da estrada Slash se juntar ao grupo. Eles iriam debandar logo depois.
O grupo se reuniu, brevemente, com Rose, Stradlin, Weber e Darrow voltando ao longo enquanto Los Angeles armas baterista Rob Gardner também se juntou ao grupo. Weber, que deixou de se mudar para Nova York, foi logo substituído por Tracii Guns.
Chris Weber foi um dos primeiros guitarristas dos Guns N' Roses, ainda conhecida como Hollywood Rose.
Sendo os 5 criadores desta banda Axl Rose (vocais), Izzy Stradlin (guitarra), Chris Weber (guitarra), Rick Holland (baixo), Jonnhy Kreiss (bateria).